# Distretto di Lambrama
Il distretto di Lambrama è un distretto del Perù nella provincia di Abancay (regione di Apurímac) con 5.043 abitanti al censimento 2007 dei quali 1.538 urbani e 3.505 rurali.
È stato istituito il 23 agosto 1838.